# Catarina Abdala
Catarina Lopes Abdalla (Nilópolis, 13 de julho de 1958) é uma atriz brasileira. Começou a trabalhar na televisão como a Cuca no Sítio do Pica-Pau Amarelo, e é conhecida pelas personagens Ronalda Cristina em Armação Ilimitada e Dona Jô em Vai que Cola.

## Biografia
Catarina Abdalla nasceu em Nilópolis. Aos treze anos de idade, trabalhava com artesanato para sobreviver. Estudava medicina, disciplina para a qual tentou o vestibular, mas a conselho de sua mãe, desistiu e resolver tentar a carreira de atriz, fazendo curso no Teatro Tablado.
Catarina tem uma filha, Alice, e uma neta, Amora. É também prima do ator Anderson Müller.

## Carreira
Sua estreia na televisão foi com a clássica personagem Cuca, na série Sítio do Pica-Pau Amarelo, caracterizando e dublando a personagem. Em agosto do mesmo ano, protagonizou uma história do Caso Verdade, narrada por Miguel Falabella, interpretou a personagem Guilhermina na sua primeira telenovela Vereda Tropical. No ano seguinte surge, em Armação Ilimitada, sua personagem de grande sucesso, Ronalda Cristina, conhecida por estar sempre à frente de seu tempo, sempre seguindo as mais novas tendências, e, por estar "acima do peso", faz diversas dietas exóticas para tentar emagrecer. Catarina viveu a personagem durante as quatro temporadas da Teles série, e na terceira, a personagem se tornou mãe.
A atriz integrou o elenco do humorístico Grupo Escolacho, que contou com a participação de Chico Anysio. Nos anos seguintes fez participações na telenovela A História de Ana Raio e Zé Trovão, em episódios de Você Decide, na Teles série Confissões de Adolescente, na telenovela A Próxima Vítima como a empregada Marizete, e no programa Não Fuja da Raia, até se fixar no elenco de Vira-lata, como Rosa Leitão, fiel aliada de sua patroa, Stella (Glória Menezes), ela se considerava um mito sexual, sempre usando roupas ousadas.
Em A Indomada, Catarina foi destaque com Vieira, contadora do bordel e amiga de Zenilda (Renata Sorrah), interpretou Dona Manu, na quarta temporada de Malhação, depois participou de mais episódios de Você Decide e da telenovela O Quinto dos Infernos. A atriz participa de sua quinta telenovela, Agora É Que São Elas, como Nélia, a copeira da casa de Juca Tigre (Miguel Falabella), e tem uma grade admiração por sua patroa Van Van (Marisa Orth), e tentando imitá-la, acabou esquecendo de sua própria vida. Mas ela agrada a todos, sempre de bom humor, é uma mulher generosa e de bom caráter. Também fez parte de Senhora do Destino, como Jurema, e de A Lua me Disse, como Dedeja, que chegou na trama como nova moradora do Beco da Baiúca, junto a seu filho Odorico (Daniel Torres). Anos depois ela  volta ao Sítio do Picapau Amarelo, dessa vez numa participação especial como Dona Carmela.
A estreia da atriz na Record foi na telenovela Chamas da Vida, como Margareth.  Na mesma emissora participou de Bela, a Feia, como Raimunda, e Balada, Baladão, como Luiza. Na televisão por assinatura, Catarina atuou como Susana, mãe da protagonista Lulu, na telessérie Do Amor. Atualmente ela faz parte do elenco de humor do Multishow Vai que Cola. Catarina vive Dona Jô, dona de uma pensão do subúrbio do Rio de Janeiro, no Méier. A história de inicia quando Valdomiro Lacerda (Paulo Gustavo) se hospeda na pensão depois de fugir da polícia. A personagem também fez parte da adaptação cinematográfica.

## Filmografia

### Televisão
| Ano           | Título                             | Personagem                                   | Nota                                  |
| ------------- | ---------------------------------- | -------------------------------------------- | ------------------------------------- |
| 1981-85       | Sítio do Picapau Amarelo           | Cuca                                         |                                       |
| 1982          | Caso Verdade                       | Virgínia                                     | Episódio: "Gordinha Sim, Porque Não?" |
| 1984          | Vereda Tropical                    | Guilhermina                                  |                                       |
| 1985-88       | Armação Ilimitada                  | Ronalda Cristina                             |                                       |
| 1988          | Grupo Escolacho                    | Várias personagens                           | Especial de fim de ano                |
| 1990          | A História de Ana Raio e Zé Trovão | Berenice                                     |                                       |
| 1992          | Você Decide                        | –                                            | Episódio: "Coração Partido"           |
| 1992          | Você Decide                        | –                                            | Episódio: "Escrito nas Estrelas"      |
| 1994          | Caso Especial                      | Mariana                                      | Episódio: "A Desinibida do Grajaú"    |
| 1994          | Confissões de Adolescente          | Cliente da loja                              | Episódio: "A Lei de Paulo"            |
| 1995          | A Próxima Vítima                   | Marizete                                     |                                       |
| 1996          | Não Fuja da Raia                   | Ela mesma                                    |                                       |
| 1996          | Vira Lata                          | Rosa Leitão                                  |                                       |
| 1997          | A Indomada                         | Sebastiana Vieira                            |                                       |
| 1998          | Malhação                           | Dona Manu (Manuela)                          |                                       |
| 1999          | Você Decide                        | Samira                                       | Episódio: "O Príncipe da Feira"       |
| 1999          | Você Decide                        | Maria                                        | Episódio: "Meus Dois Fantasmas"       |
| 2002          | O Quinto dos Infernos              | Maria Cristina                               |                                       |
| 2003          | Agora É que São Elas               | Nélia                                        |                                       |
| 2004          | Senhora do Destino                 | Jurema                                       |                                       |
| 2005          | A Lua Me Disse                     | Dedeja Murtinho                              |                                       |
| 2007          | Sítio do Picapau Amarelo           | Dona Carmela                                 | Temporada 7                           |
| 2008          | Chamas da Vida                     | Margareth das Dores Vieira                   |                                       |
| 2009          | Bela, a Feia                       | Raimunda Pereira da Silva                    |                                       |
| 2010          | Balada, Baladão                    | Luiza                                        | Especial de fim de ano                |
| 2012          | Do Amor                            | Susana                                       |                                       |
| 2013-presente | Vai que Cola                       | Maria Joana da Anunciação Prazeres (Dona Jô) |                                       |
| 2025          | A Divisão                          | Tia Neuma                                    | Participação especial                 |
| 2025          | Garota do Momento                  | Dulce                                        | Episódios: "27–31 de maio"            |

### Cinema
| Ano  | Título                                                   | Personagem                                   |
| ---- | -------------------------------------------------------- | -------------------------------------------- |
| 1982 | O Sonho Não Acabou                                       | Recepcionista do hospital                    |
| 1982 | Aventuras de um Paraíba                                  | Prostituta                                   |
| 1984 | Aguenta, Coração                                         |                                              |
| 1985 | Areias Escaldantes                                       | Repórter                                     |
| 1993 | Vênus de Fogo                                            | Cora                                         |
| 1994 | Veja Esta Canção                                         | Filó                                         |
| 1995 | O Mandarim                                               |                                              |
| 1996 | Doces Poderes                                            | Jornalista de Pernambuco                     |
| 1997 | For All - O Trampolim da Vitória                         | Clotilde                                     |
| 2010 | Elvis & Madona                                           | Shirley                                      |
| 2010 | O Bolo                                                   | Lili                                         |
| 2012 | O Inventor de Sonhos                                     |                                              |
| 2013 | Meu Passado Me Condena                                   | Madrinha de Miá                              |
| 2014 | Vestido pra Casar                                        | Tia Nenê                                     |
| 2015 | Vai Que Cola - O Filme                                   | Maria Joana da Anunciação Prazeres (Dona Jô) |
| 2017 | Ninguém Entra, Ninguém Sai                               | Jéssica                                      |
| 2017 | Quando o Galo Cantar Pela Terceira Vez Renegarás Tua Mãe | Zaíra                                        |
| 2019 | Vai que Cola 2 – O Começo                                | Maria Joana da Anunciação Prazeres (Dona Jô) |